# Senyors del Temps

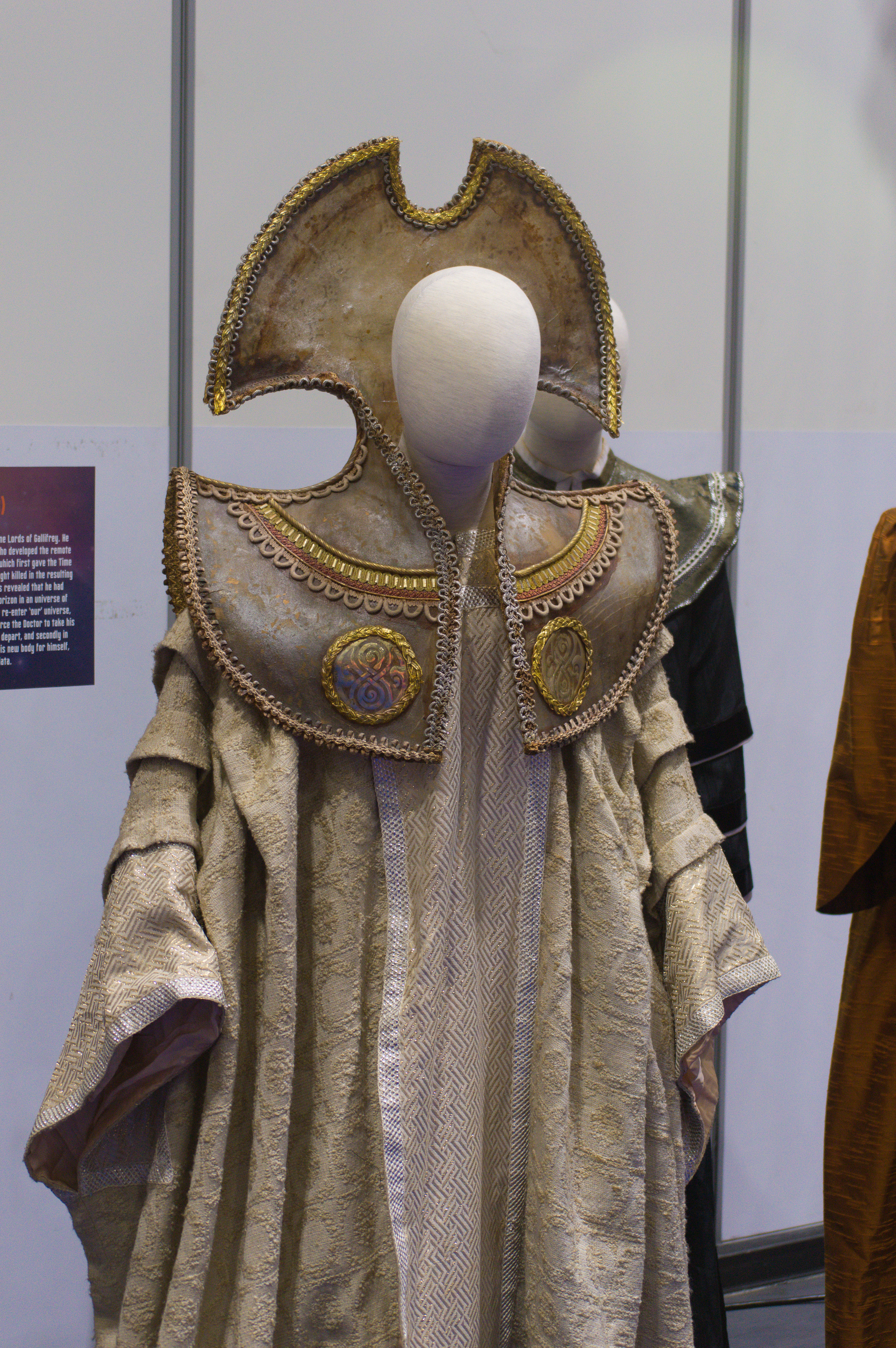
Vestuari dels Senyors del Temps utilitzat a la sèrie.

Els Senyors del Temps són una civilització fictícia de la sèrie de televisió britànica de ciència-ficció Doctor Who, de la qual el protagonista, el Doctor, forma part. Els Senyors del Temps són capaços de viatjar en el temps i disposen de la tecnologia per manipular-lo a un grau més elevat que cap altra civilització. Els Senyors del Temps provenen del planeta Gallifrey.